# Heinkel He 162 Volksjäger

Схема He 162.

Хейнкель He-162 Volksjäger — немецкий одномоторный реактивный истребитель, стоявший на вооружении люфтваффе во время Второй мировой войны.
Также носил имена «Salamander» (Саламандра) и «Spatz» (Воробей).
He 162 Volksjager был сконструирован, построен и испытан в кратчайшие сроки — за 90 дней. Он стал самым быстрым из всех самолётов той эпохи, принимавших участие в боевых действиях.

## История
С зимы 1940 года территория Германии подвергалась массированным бомбардировкам. И если в 1940—1942 годах они ещё не наносили большого урона и вполне успешно отражались люфтваффе, то с 1943 года налёты уже наносят промышленности Рейха существенный ущерб. В начале 1944 года территорию Германии стала атаковать американская 8-я воздушная армия, имевшая на вооружении скоростные истребители сопровождения P-51 Мустанг. В условиях огромного численного превосходства неприятеля в воздухе немецкая авиация несла большие потери.
Руководству Германии стало ясно, что справиться с многократно превосходящим численно неприятелем путём наращивания выпуска поршневых самолётов невозможно. Необходим был качественно новый истребитель.
В руководстве существовало два взгляда на пути решения проблемы. Адольф Галланд, командующий истребительной авиацией, считал, что нужно как можно быстрее наращивать выпуск самолёта Мессершмитт Me.262. Его оппоненты указывали на его ненадёжность и требовали разработки дешёвого и лёгкого одномоторного реактивного истребителя. Этой точки зрения придерживались командующий люфтваффе рейхсмаршал Г. Геринг и министр вооружения и боеприпасов А. Шпеер.
25 сентября 1944 года Гитлер издаёт указ о создании германского фольксштурма под руководством рейхсфюрера СС Гиммлера. Люфтваффе также были необходимы подразделения, которые стали бы воздушным аналогом фольксштурма. Геринг в сжатые сроки проводит совещание с генералом Келлером, командующим Национал-социалистическим авиакорпусом (также занимавшегося лётной подготовкой среди членов Гитлерюгенда). Келлер обещает предоставить пилотов для многих тысяч самолётов Volksjäger, которые должны были сойти с конвейера в ближайшем будущем. Все пригодные члены Гитлерюгенда должны были немедленно начать обучение на планерах, а после быстро пересесть на Volksjäger. Немецкое командование считало, что переход с планера на реактивный самолёт должен пройти легко, а боевую подготовку можно было провести во время службы в войсках.
Национал-социалистический авиакорпус также запустил проект по созданию простого и недорогого истребителя, подходящего для массового производства из легкодоступных материалов, и с применением низкоквалифицированной рабочей силы. В главные авиастроительные фирмы Arado, Blohm + Voss, Fiesler, Focke-Wulf, Heinkel, Messerschmitt и Junkers были разосланы следующие проектные характеристики для нового реактивного истребителя-перехватчика:
- Максимальная скорость, км/час — 800
- Двигатель — один BMW-003 с тягой 800 кг Для быстрого взлёта могли использоваться ракетные ускорители Walter Ri 502, которые крепились на фюзеляже за нишами шасси.
- Удельная нагрузка на крыло, кг/м² — не более 200
- Длительность полёта у земли, мин — 20
- Вооружение — 2х 30-мм пушки
- Длина разбега, м — не более 500
- Вес брони только для защиты спереди, кг — 50
- Взлётный вес, кг — не более 2000

Самолёт должен был быть готов к производству к 1 января 1945 года (то есть за четыре месяца).
После этого авиакорпус проводит конференцию, где прошла начальная оценка предложений авиастроителей. Messerschmitt отказался от проекта, идеи Focke Wolf были нереальными, предложение Arado было сразу отвергнуто, а самолёт Heinkel не выполнял ряд требований. Лучшим из предложенных проектов был признан проект Blohm und Voss. Компанию Heinkel на конференции представлял один из её директоров, Франке, которому сообщили, что его проект не подходит, так как: на высоте уровня моря проектный самолёт имеет длительность полёта в 20 минут, в связи с необычным расположением двигателя предвидятся трудности в техническом обслуживании, длина разбега превышает заданную, разборка для перевозки по железной дороге занимает слишком много времени, а вместо 30-мм — имел только одну 20-мм пушку.
Франке подаёт протест, аргументируя тем, что другие конкурсанты использовали другие формулы для расчёта массы и лётно-технических характеристик. Через 4 дня конференцию провели заново с пересмотром всех предложений. И опять было принято решение, что проект Blohm und Voss P211 сильно превосходит конкурентов. На конференции происходит ссора между представителями Heinkel и Blohm und Voss. В результате окончательное решение так и не было принято.
30 сентября была проведена ещё одна конференция, на которой было объявлено о победе компании Heinkel. Серийное производство самолётов проекта Heinkel P1073 должно было начаться немедленно с начальной мощностью в 1000 машин в месяц. На протяжении нескольких недель почти все работающие на проект чертёжники и инженеры не покидали свои рабочие места и даже ночевали за кульманом. 29 октября были закончены и отправлены на производство деталированные чертежи — с опережением графика в один день.

## Конструкция и производство
Конструкция He-162 состояла в основном из дерева (так как металла уже катастрофически не хватало). Самолёт имел монококовую конструкцию из лёгкого сплава, с носовым обтекателем из гнутой фанеры. 
Цельное крыло было выполнено из дерева с фанерной обшивкой и съёмными металлическими законцовками крыла. Крыло крепилось к фюзеляжу четырьмя болтами. 
Хвостовое оперение, рули высоты и поворота выполнялись из лёгкого сплава, а киль из дерева. 
Шасси с узкой колеёй убиралось гидравлически и выпускалось механически с помощью пружины. 
Реактивный газотурбинный двигатель BMW 003 Sturm крепился сверху фюзеляжа двумя болтами спереди и одним болтом сзади. 
Основной запас топлива хранился в фюзеляжном баке ёмкостью в 695 литров. Внутренние крыльевые топливные баки увеличивали запас топлива до 765 литров. Для запуска двигателя использовался двухтактный пусковой двигатель Riedel, который, в свою очередь, заводился электрически из кабины лётчика. 
В кабине было установлено катапультируемое кресло (собственная разработка Heinkel), которое в случае чрезвычайной ситуации выбрасывалось с помощью заряда взрывчатого вещества. 
Вооружение нового самолёта состояло из двух 30-мм пушек MK 108 с 50 снарядами к каждой или двух 20-мм MG 151 со 120 снарядами к каждой.
He-162 VI (заводской номер 2000001) совершил первый полёт 6 декабря 1944 года.
Производство самолёта Не 162, которому было присвоено официальное название «Фольксегер» (народный истребитель), получило приоритет по отношению ко всем остальным программам выпуска вооружения. Планируемый объём выпуска самолёта составлял 1000—5000 единиц в месяц к маю 1945 года. Собираться они должны были на пяти различных предприятиях. Для этой цели заводы «Хейнкель» были скооперированы более чем с 700 предприятиями, которые должны были поставлять им и взаимно друг другу детали, узлы и отдельные агрегаты, такие как крылья, оперение и прочее.
Самолёты Не-162 собирались на следующих заводах:
- завод фирмы «Хейнкель» в Мариенеэ (рядом с городом Росток);
- в австрийском местечке Хинтербрюль (Зеегротте) — подземный завод расположенный в старой меловой шахте;
- на заводе фирмы Mittelwerk GmbH в городе Нордхаузен.
- на заводах Юнкерс в Бернбурге.

Заводы Хейнкель и Юнкерс должны были выйти на производительность в 1000 машин в месяц, а Mittelwerke должен был выпускать 2000 машин в месяц. За подготовку серийного производства отвечало отделение Heinkel в Вене. Несмотря на то, что работы должны были вестись в тайне, собранные фюзеляжи He-162 часто выкатывали с территории завода в Хинтербрюле — шахты были слишком узки для монтажа крыльев. He-162 производимые в Хинтербрюле имели модификацию 220001, а самолёты досерийного производства с завода в Вене — модификацию 200000.
Каждое из предприятий, получив жёсткие задания по объёму производства, стремилось упростить конструкцию изготавливаемых изделий и адаптировать их к технологии, принятой на данном предприятии. Так, на заводе фирмы «Гота Вагонфабрик», которому было поручено изготавливать крыло самолёта, установили, что существовавшая конструкция крыла самолёта Не 162 (деревянное однолонжеронное крыло обычной схемы) оказалось трудоёмкой, а производственный цикл её изготовления настолько длительным, что это препятствовало осуществлению установленной программы выпуска в кратчайшие сроки. Поэтому на заводе было спроектировано и изготовлено новое крыло моноблочной конструкции. При налаженном производстве бригада из 12 рабочих могла выпускать комплект панелей для этого крыла через каждые 8 минут.
Для обеспечения выпуска истребителей Не 162 в условиях непрекращающихся налётов авиации противника большинство предприятий располагалось под землёй.
Однако, из-за перебоев с комплектующими и постоянных бомбёжек, к началу мая 1945 в составе JG 1 насчитывалось только около 120 машин, ещё около 200 полностью собранных самолётов так и остались на заводах, а 600 машин не были до конца укомплектованы. 
Официально Люфтваффе принял на вооружение 120 самолётов He-162, ещё 50 машин были забраны с заводов без соблюдения официальных формальностей. На момент окончания войны ещё 100 самолётов ожидали лётные испытания, плюс ещё 800 находились на заключительных стадиях сборки на различных заводах.

## Модификации

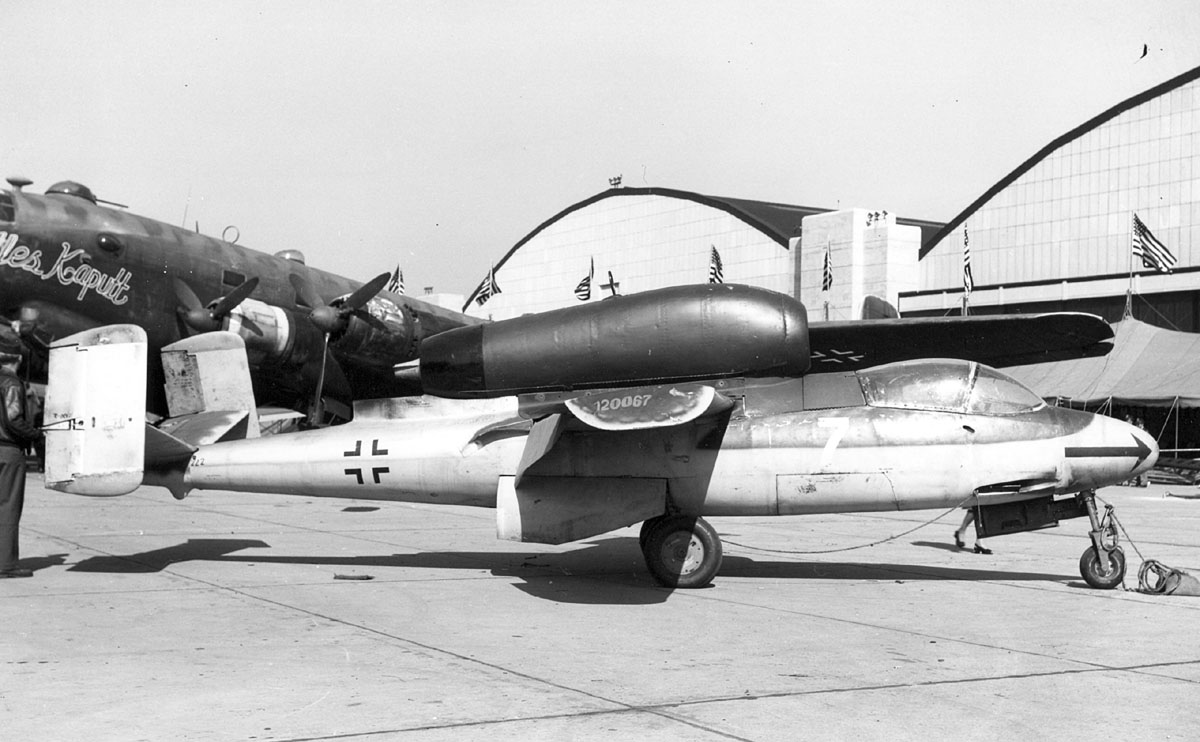
Heinkel He 162 A-1

- He 162 A-0 — первая установочная партия из 10 самолётов.
- He 162 A-1 — с двумя 30-мм пушками MK 108 (с боезапасом по 50 снарядов на ствол).
- He 162 A-2 — с двумя 20-мм пушками MG 151 (с боезапасом по 120 снарядов на ствол).
- He 162 A-3 — предполагавшаяся модернизированная версия со спаренной 30-мм пушкой MK 108 в усиленной носовой части.
- He 162 A-8 — предполагавшаяся модернизированная версия с более мощным двигателем Jumo 004 D-4.
- Не 162 В — данный проект разрабатывался в рамках программы «Miniaturjager» на основе Не-162А. Все изменения заключались в установке двух ПуВРД As 014 вместо одного BMW 003. Суммарная тяга двигателей составила 670 кгс, взлётный вес 3300 кг, максимальная скорость у земли 810 км/ч, практический потолок 8000 м. Вооружение осталось прежним.
- Не 162 В-2 — от Не 162 В отличался тем, что вместо двух двигателей As 014 устанавливался один As 044, тягой 500 кгс.
- Не 162 С — представлял собой дальнейшее развитие самолёта серии А, но с ТРД HeS 011. Разрабатывался в двух вариантах с крылом нормальной и обратной стреловидности.
- Tachikawa Ki 162 — лицензионная версия He 162, планировавшаяся для производства в Японии.
- «Саламандра» (1947 год) — проект ОКБ Антонова, аналогичного по конструкции истребителя ПВО. Не вышел из бумажной стадии, впоследствии переработан в проект истребителя «М».

## Боевое применение
Обучение наземного обслуживающего состава было начато в Нойенмаркте и Вайденберге. Первой самолёты He-162 должна была получить 1-я истребительная эскадра (JG1) под командованием полковника Герберта Илефельда. 6 февраля 1945 года JG1 получает приказ передать свои Fw 190 второй эскадре и передислоцироваться в Пархим для прохождения переобучения на HE-162.
JG1 провела 9 недель в Пархиме, после чего была переброшена в Людвигслюст. Спустя 6 дней произошла последняя переброска эскадры на базу в австрийский Лех под командование старшего лейтенанта Эмиля Демута. Аэродром и прилегающие поля в Лехе занимала техника трёх дивизий (включая реактивные бомбардировщики Arado 234). В этом хаосе, в условиях недостаточного снабжения и нехватки оборудования, нормальное функционирование JG1 было парализовано. Тем временем Гитлер выводит всю программу «Фольксегер» из под руководства Люфтваффе и передаёт её СС.
В целом, He-162 избежали боевых действий. Одной из немногих подтверждённых атак He-162 остаётся атака Рудольфа Шмитта из эскадрильи 1./JG 1 на самолёт противника типа «Тайфун» или «Темпест». Лётчик атаковал британский истребитель и подбил его. По воспоминаниям сослуживца Шмитта, лётчика Дёмута, пилоты эскадрильи успели пообщаться со сбитым лётчиком. Действительно, 4 мая 1945 года британцы потеряли два «Тайфуна», однако немецкая зенитная артиллерия записала оба самолёта на свой счёт. Другие подтверждения одержанной победы отсутствуют.
Более или менее достоверные данные о боевом использовании «народных истребителей» отсутствуют, однако имеются отчёты, свидетельствующие о многочисленных авариях и катастрофах этих самолётов, обусловленных конструкторскими ошибками и производственными дефектами.
Из-за необычного размещения двигателя этот самолёт имел очень низкую путевую устойчивость. He-162 не прощал ошибок, требуя аккуратного пилотирования опытными пилотами, и абсолютно не подходил для 16-летних подростков, с поверхностным опытом управления планерами, что делало полёты самоубийственными.
Самолёт был крайне нестабильным в управлении, так, лётчикам 1./JG 1 прямо запрещалось выполнять виражи на скорости, превышающей 500 км/ч.
Лётчики не любили самолёт из-за нестабильности в полёте и незащищённой кабины, отмечая при этом его невероятно высокую скорость.
Только в течение трёх недель, с 13 апреля до конца войны, 1-я эскадрилья 1-й эскадры вооружённая самолётами Не 162, потеряла 13 самолётов и 10 пилотов, из них только 3 самолёта были уничтожены противником, а остальные потери являлись результатом аварий и катастроф. Таким образом, в этой эскадрилье на каждые два дня (в среднем) приходилось одна авария. Однако, эти данные следует рассматривать, в том числе, в контексте тотального развала промышленности и вооружённых сил Германии в результате фактически уже свершившегося военного поражения.
8 мая 1945 года британо-американские войска захватили аэродром Леха и получили все находящиеся на нём He-162 неповреждёнными. Так закончилась программа «Volksjager».

## В СССР
Как и другие реактивные немецкие самолёты (Me-262, Me-163, Ar-234), He-162 привлёк внимание советских специалистов. Несколько целых единиц Volksjäger были перевезены в СССР во второй половине 1945 года. Вместе с ними поступила техническая и конструкторская документация. В 1946 году в ЛИИ НКАП были проведены лётные испытания He-162 из которых стало ясно, что самолёт обладает неудовлетворительными пилотажными качествами, неустойчив в путевом отношении, имеет малый запас продольной устойчивости и поперечную устойчивость, близкую к нейтральной. С аэродинамической точки зрения самолет также оказался не на высоте. Высокая скорость отрыва (230 км/ч против заявляемой фирмой 190 км/ч), большая длина разбега (1350 метров), малая скороподъемность, быстрая потеря скорости при снижении оборотов двигателя. Фактически, все испытательные полеты предпринимались с уменьшенным полётным весом, не превышающим 2750 кг, в то время как нормальный полётный вес для полноценного боевого вылета составлял 2773 кг.
Все вышеперечисленные недостатки привели к общему мнению, что полёты на Не-162 следует прекратить. Основной причиной была названа «ненормально большая длина разбега». Один из самолетов передали для проведения аэродинамических исследований в аэродинамическую трубу ЦАГИ Т-101, другой разобрали «по винтикам» в БНТ (Бюро новой техники) ЦАГИ. 
Абсолютным откровением для советских конструкторов явилась катапульта лётчика, действующая от пиропатрона. Отмечалось большое количество простых конструктивных решений в планере самолета и продуманность технологии, позволяющей изготовлять отдельные агрегаты на заводах–смежниках. В центральной части деревянного крыла отсек, покрытый изнутри специальным клеем, являлся баком для горючего. Уборка шасси и закрылков при помощи мощных пружин была признана весьма остроумной.
Отмечены были и недостатки, например открытие фонаря назад, при котором невозможно было осуществлять запуск и опробование двигателя.
В целом, самолет оценивался, с конструкторской точки зрения, достаточно высоко. Ряд элементов, вне всякого сомнения, был использован советскими разработчиками реактивных самолетов. Копировать Не-162, однако, никто не собирался, ибо ещё до окончательной лётной оценки «Хейнкеля» советскими летчиками начались успешные полеты реактивных истребителей конструкции Микояна, Лавочкина, Сухого и Яковлева.

## В играх
- В игре «War Thunder» He 162 A-2 присутствует на 5-м ранге ветки развития Германии, модификация А-1 является уникальным акционным самолётом.
- В игре «Ил-2 Штурмовик».

## Изображения

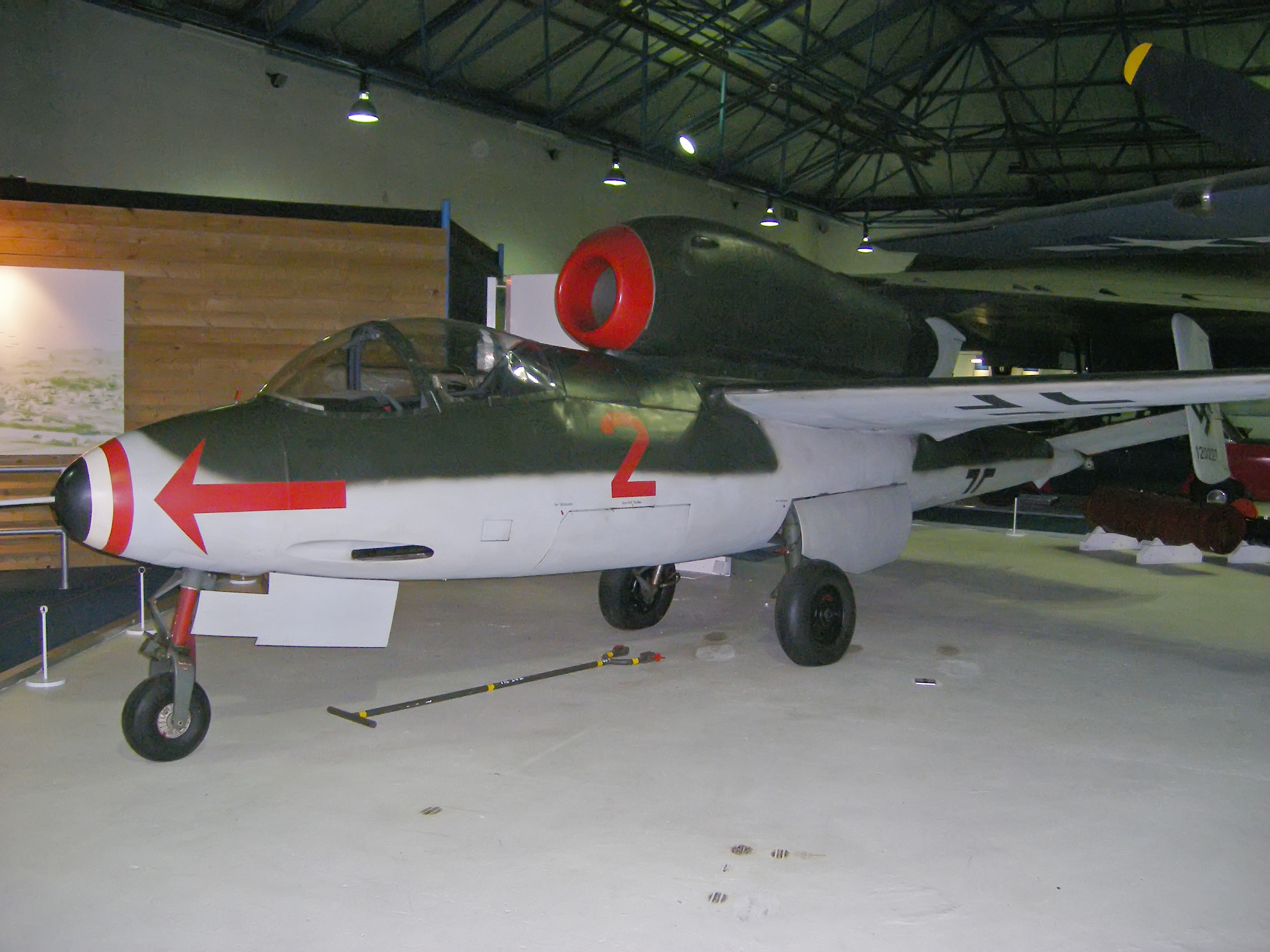
He-162A-2, вид спереди
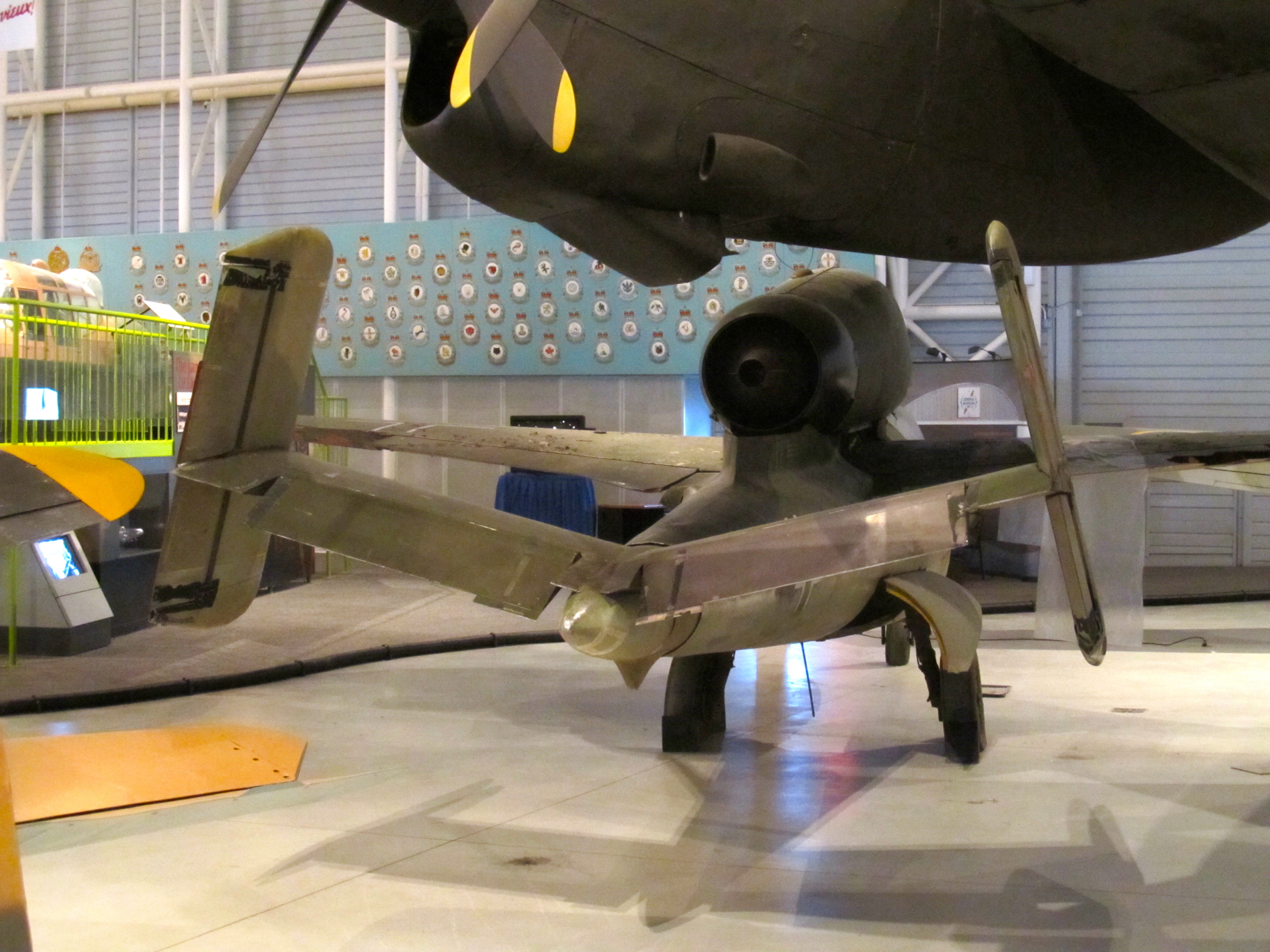
He-162, вид с хвоста